# Desmodasys abyssalis
Desmodasys abyssalis is een buikharige uit de familie Turbanellidae. Het dier komt uit het geslacht Desmodasys. Desmodasys abyssalis werd in 2007 voor het eerst wetenschappelijk beschreven door Kieneke & Zekely. 